# (500627) 2012 UO157
(500627) 2012 UO157 es un asteroide perteneciente al cinturón de asteroides, región del sistema solar que se encuentra entre las órbitas de Marte y Júpiter, descubierto el 17 de octubre de 2012 por el equipo del Mount Lemmon Survey desde el Observatorio del Monte Lemmon, Arizona, Estados Unidos.

## Designación y nombre
Designado provisionalmente como 2012 UO157. 

## Características orbitales
2012 UO157 está situado a una distancia media del Sol de 3,120 ua, pudiendo alejarse hasta 3,448 ua y acercarse hasta 2,793 ua. Su excentricidad es 0,104 y la inclinación orbital 9,918 grados. Emplea 2013,78 días en completar una órbita alrededor del Sol.

## Características físicas
La magnitud absoluta de 2012 UO157 es 16,1. 